# Naturnser Hochjoch
Das Naturnser Hochjoch ist ein Berg im Zufrittkamm der Ortler-Alpen. Seine Höhe wird mit 2443 m s.l.m. oder 2474 m angegeben.

## Lage und Umgebung
Das Naturnser Hochjoch befindet sich in Südtirol (Italien) und trennt die Vinschger Gemeinde Naturns von der Ultner St. Pankraz. Es handelt sich hierbei um die letzte bedeutende Erhebung im von Südwesten nach Nordosten verlaufenden Zufrittkamm, ehe die Kette zum langen und großteils bewaldeten Höhenzug des Vigiljochs abfällt. Südwestlich ist das Hochjoch durch die Nörderscharte (2372 m) von der Naturnser Hochwart getrennt.
Die unterschiedlichen Höhenangaben gehen auf den Umstand zurück, dass es zwischen Nörderscharte und dem Abfallen des Bergkamms keinen wirklich markanten Gipfel, sondern eine Reihe von Kuppen gibt, und die alpine Literatur und Kartenwerke die genaue Position des Hochjochs an unterschiedlichen Punkten verorten.

## Alpinismus
Das Hochjoch wird oft als Vorgipfel der Hochwart betrachtet und im Sommer dementsprechend wenig besucht. Auch wird der Gipfel durch keinen markierten Steig erschlossen.
Dafür ist das Hochjoch im Winter als lohnendes Ziel für Skitourengeher und Schneeschuhwanderer bekannt, weil der Aufstieg zur Hochwart über die Nörderscharte zu dieser Jahreszeit als heikel eingestuft wird. Als Ausgangspunkt für Winterbegehungen wird meist das Vigiljoch gewählt. Der Anstieg über den langen und nur sanft ansteigenden Höhenrücken und zuletzt den etwas steileren Ostgrat gilt als leicht und weitgehend lawinensicher.